# Diphya tanasevitchi
Diphya tanasevitchi là một loài nhện trong họ Tetragnathidae.
Loài này thuộc chi Diphya. Diphya tanasevitchi được miêu tả năm 2003 bởi Zhang, Zhang & Yu.